# LA Galaxy 2017
Questa voce raccoglie le informazioni riguardanti il LA Galaxy nelle competizioni ufficiali della stagione 2017.

## Organico

### Rosa 2017
Di seguito la rosa del Los Angeles Galaxy aggiornata al 2 settembre 2017.
| N. |                                 | Ruolo | Calciatore          |
| -- | ------------------------------- | ----- | ------------------- |
| 2  | Stati Uniti (bandiera)          | D     | Pele van Anholt     |
| 3  | Inghilterra (bandiera)          | D     | Ashley Cole         |
| 4  | Stati Uniti (bandiera)          | D     | Dave Romney         |
| 5  | Stati Uniti (bandiera)          | D     | Daniel Steres       |
| 6  | Bosnia ed Erzegovina (bandiera) | C     | Adis Husidić        |
| 7  | Francia (bandiera)              | C     | Romain Alessandrini |
| 8  | Messico (bandiera)              | C     | Jonathan dos Santos |
| 10 | Messico (bandiera)              | A     | Giovani dos Santos  |
| 11 | Stati Uniti (bandiera)          | A     | Gyasi Zardes        |
| 12 | Stati Uniti (bandiera)          | P     | Brian Rowe          |
| 13 | Stati Uniti (bandiera)          | C     | Jermaine Jones      |
| 14 | Stati Uniti (bandiera)          | C     | Robbie Rogers       |
| 15 | Costa Rica (bandiera)           | A     | Ariel Lassiter      |
| 16 | Stati Uniti (bandiera)          | D     | Nathan Smith        |

| N. |                        | Ruolo | Calciatore                 |
| -- | ---------------------- | ----- | -------------------------- |
| 16 | Stati Uniti (bandiera) | D     | Nathan Smith               |
| 17 | Stati Uniti (bandiera) | C     | Sebastian Lletget          |
| 18 | Francia (bandiera)     | D     | Bradley Diallo             |
| 19 | Stati Uniti (bandiera) | C     | Jaime Villareal            |
| 20 | Stati Uniti (bandiera) | D     | Jack McInerney             |
| 21 | Stati Uniti (bandiera) | D     | Hugo Arellano              |
| 24 | Ghana (bandiera)       | C     | Emmanuel Boateng           |
| 25 | Stati Uniti (bandiera) | D     | Rafael Garcia              |
| 28 | Francia (bandiera)     | D     | Michaël Ciani              |
| 31 | Senegal (bandiera)     | P     | Clément Diop               |
| 32 | Stati Uniti (bandiera) | A     | Jack McBean                |
| 37 | Belgio (bandiera)      | D     | Jelle Van Damme (capitano) |
| 38 | Stati Uniti (bandiera) | A     | Bradford Jamieson IV       |
| 88 | Portogallo (bandiera)  | C     | João Pedro                 |